# Ichikawa (Hyōgo)
Pour la ville située dans la préfecture de Chiba, voir Ichikawa.
Ichikawa (市川町, Ichikawa-chō) est un bourg du district de Kanzaki, dans la préfecture de Hyōgo, au Japon.

## Géographie

### Démographie
Lors du recensement national de 2015, la population d'Ichikawa s'élevait à 12 300 habitants répartis sur une superficie de 82,67 km2.

## Histoire
Le bourg d'Ichikawa est officiellement fondé en 1955 par fusion de quatre villages voisins.

## Transports
Le bourg est traversé par la ligne Bantan opérée par JR West. La gare principale est celle d'Amaji.

## Jumelage
- Port Townsend (États-Unis)